# Cyrtopodium schargellii
Cyrtopodium schargellii là một loài thực vật có hoa trong họ Lan. Loài này được G.A.Romero, Aymard & Carnevali mô tả khoa học đầu tiên năm 2005.